# Lèmur ratolí de Claire
El lèmur ratolí de Claire (Microcebus mamiratra) és una espècie de primat de l'illa de Madagascar que forma part del grup dels lèmurs ratolí. L'espècie fou descrita el 2006 i el seu nom és en honor de la Fundació Claire Hubbard, que ha donat suport econòmic a l'estudi genètic dels primats de Madagascar. El 2007 es descrigué una nova espècie, Microcebus lokobensis, que resultà ser la mateixa que el lèmur ratolí de Claire.